# Walikukun (Carenang)
Walikukun is een bestuurslaag in het regentschap Serang van de provincie Banten, Indonesië. Walikukun telt 4298 inwoners (volkstelling 2010).